# Cantone di Issy-les-Moulineaux
Il Cantone di Issy-les-Moulineaux è una divisione amministrativa dell'Arrondissement di Boulogne-Billancourt.
È stato costituito a seguito della riforma approvata con decreto del 26 febbraio 2014, che ha avuto attuazione dopo le elezioni dipartimentali del 2015.

## Composizione
Comprende il solo comune di Issy-les-Moulineaux.